# Hollywood et les Arabes
 (mai 2015).
Si vous disposez d'ouvrages ou d'articles de référence ou si vous connaissez des sites web de qualité traitant du thème abordé ici, merci de compléter l'article en donnant les références utiles à sa vérifiabilité et en les liant à la section « Notes et références ».
Hollywood et les Arabes : Comment Hollywood avilit un peuple (Reel Bad Arabs: How Hollywood Vilifies a People) est un documentaire américano-canadien réalisé par Sut Jhally et produit par Media Education Foundation en 2006. Il est basé sur le livre Reel Bad Arabs de Jack Shaheen.